# نبيخيات
نبيخيات(الاسم العلمي: Dothideales)، رتبة من الفطريات ثنائية الغلاف تتألف أساسًا من الأنواع الرَمَّامَة أو طفيليات النبات.